# Usakos
Usakos (Damara : attrapez le talon, en Otjiherero : Okanduu) est une ville sur les rives de la rivière Khan, à 140 kilomètres au nord-est de Swakopmund dans la région d'Erongo en Namibie. Il est situé sur la B2 (la Trans-Kalahari), la route principale entre Walvis Bay et Windhoek. La ville compte 3 000 habitants et possède 58 km2 de terrain.
Entouré de montagnes, Usakos est assez pittoresque. Certains endroits autour de la ville présentent l'horizon ininterrompu le plus long du monde. C'est la ville la plus proche du Spitzkoppe, souvent appelée « le Cervin de Namibie ».

## Histoire
La localité est fondée au début des années 1900 en tant qu'atelier et station de ravitaillement en eau pour les locomotives. Le chef Herero, Samuel Maharero, vend le terrain à des Européens qui le revend en 1903 à l'Otavi Minen- und Eisenbahngesellschaft (OMEG, [Compagnie minière et ferroviaire d'Otavi]) qui exploitait une ligne de chemin de fer industrielle de Swakopmund à Tsumeb. L'OMEG construit une gare et un atelier de réparation qui seront utilisés jusque dans les années 1960. Lorsque les opérations minières ralentissent, l'importance d'Usakos s'évanouit rapidement. Aujourd'hui, Usakos est juste un passage en voiture de l'intérieur de la Namibie vers la côte.
Les bâtiments et structures historiques d'Usakos sont l'église catholique romaine (érigée en 1905), le bâtiment de la gare maintenant délabré et l'ancien hôtel.

## Développement et infrastructure
La pauvreté et l'abus d'alcool sont les fléaux de la ville. Le taux de chômage est d'environ 60 %. Contrairement à d'autres villes namibiennes, Usakos n'a pas connu de développement substantiel depuis l'indépendance en 1990.
La gare d'Usakos relie la ville au réseau ferroviaire namibien.

## Personnalités liées à la ville
- Michael Goreseb, membre de l'Assemblée nationale de Namibie
- Theo-Ben Gurirab, président de l'Assemblée nationale
- Tsudao Gurirab, député de 1999 à 2009
- Alpheus ǃNaruseb (en), ministre des Terres et de la Réinstallation